# Gragnague
Gragnague is een gemeente in het Franse departement Haute-Garonne (regio Occitanie). De plaats maakt deel uit van het arrondissement Toulouse. Gragnague telde op 1 januari 2022 2.428 inwoners.

## Geografie
De oppervlakte van Gragnague bedroeg op 1 januari 2022 13,04 vierkante kilometer; de bevolkingsdichtheid was toen 186,2 inwoners per km².

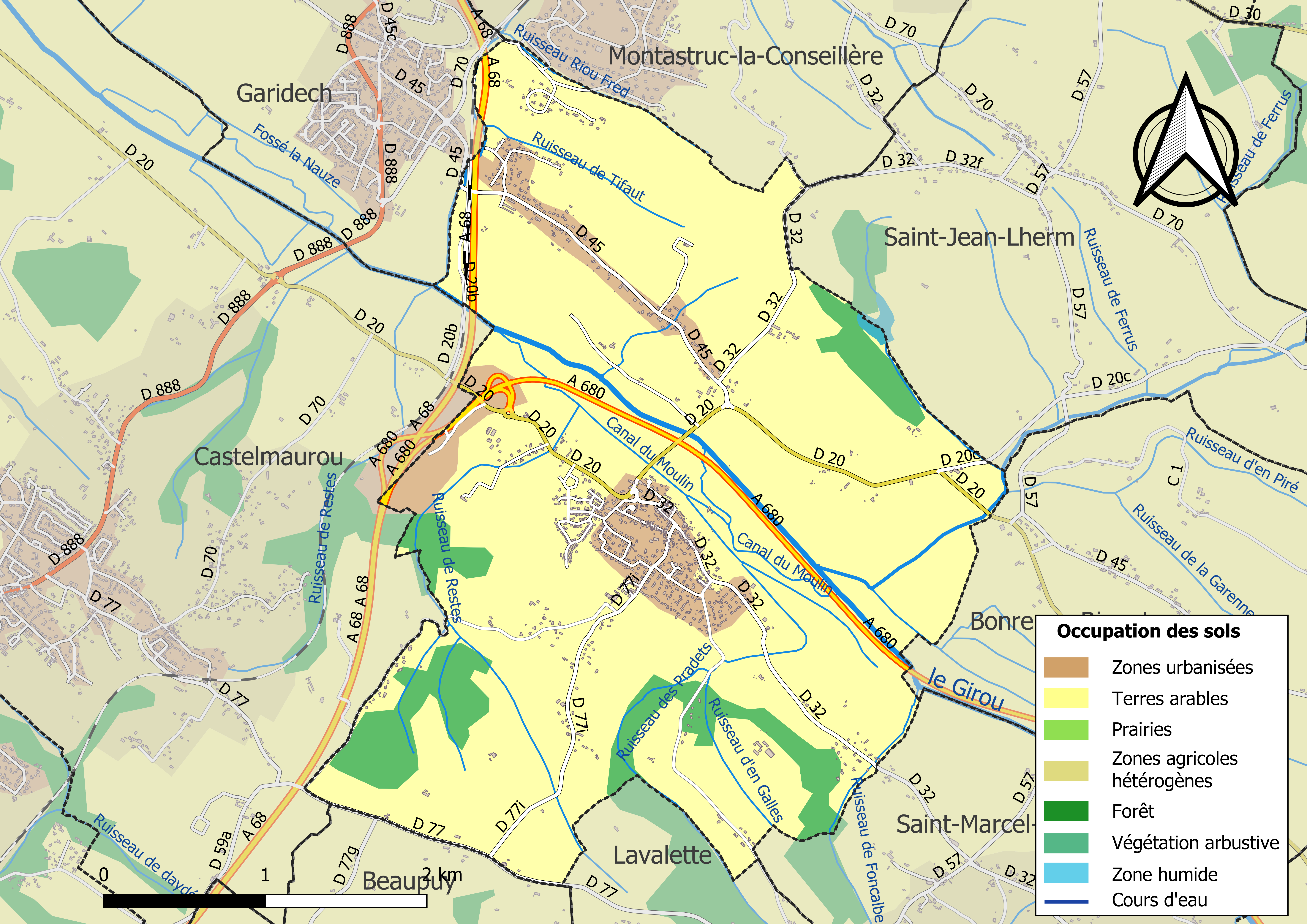
Kaart van de gemeente met belangrijkste infrastructuur, bodemgebruik en omliggende gemeenten

## Demografie
Onderstaande figuur toont het verloop van het inwonertal (bron: INSEE-tellingen).